# Луцій Корнелій Сципіон (консул 259 року до н. е.)
Луцій Корнелій Сципіон (300—250 роки до н. е.) — політичний, державний та військовий діяч Римської республіки, консул 259 року до н. е.

## Життєпис
Походив з патриціанського роду Корнеліїв. Син Луція Корнелія Сципіона Барбата, консула 298 року до н. е. 
У 261 році до н. е. став курульним еділом. У 259 році до н. е. його було обрано консулом разом з Гаєм Аквілієм Флором. Продовжував керувати військами у Першу Пунічну війну. Перебуваючи на цій посаді висадився з військом на Корсиці, після чого захопив та зруйнував головне місто острова Алерію, вигнавши усіх карфагенян з Корсики. Після цього висадився на Сардинії, взявши в облогу м. Ольбію. Згодом захопив це місто, влаштувавши гарний похорон коменданту карфагенського гарнізону Ганнону. Втім незабаром Луцій Корнелій вимушений був відступити з острова з огляду на прибуття великого карфагенського флоту. Проте за успіхи у війні проти карфагенян отримав тріумф.
У 258 році до н. е. став цензором разом з Гаєм Дуїлієм. На цій посаді освяти храм Бурям близько Капенських воріт у Римі.

## Родина
Діти:
- Гней Корнелій Сципіон Кальв, консул 222 року до н. е.
- Публій Корнелій Сципіон, консул 218 року до н. е.